# Tommy Taylor
Thomas «Tommy» Taylor (Barnsley, Inglaterra, 29 de enero de 1932-Múnich, 6 de febrero de 1958) fue un futbolista británico que jugaba como delantero. 
Fue uno de los ocho jugadores del Manchester United que fallecieron en el desastre aéreo de Múnich el 6 de febrero de 1958.

## Selección nacional
Fue internacional con la selección inglesa en 19 ocasiones y convirtió 16 goles.

### Participaciones en Copas del Mundo
| Mundial                        | Sede  | Resultado        | Partidos | Goles |
| ------------------------------ | ----- | ---------------- | -------- | ----- |
| Copa Mundial de Fútbol de 1954 | Suiza | Cuartos de final | 2        | 0     |

## Clubes
| Club              | País       | Año       |
| ----------------- | ---------- | --------- |
| Barnsley          | Inglaterra | 1949-1953 |
| Manchester United | Inglaterra | 1953-1958 |

## Palmarés

### Campeonatos nacionales
| Título         | Club              | País       | Año  |
| -------------- | ----------------- | ---------- | ---- |
| First Division | Manchester United | Inglaterra | 1956 |
| Charity Shield | Manchester United | Inglaterra | 1956 |
| First Division | Manchester United | Inglaterra | 1957 |
| Charity Shield | Manchester United | Inglaterra | 1957 |

### Distinciones individuales
| Distinción                                 | Año  |
| ------------------------------------------ | ---- |
| Incluido en el Football League 100 Legends | 1958 |